# 法布里安娜·德维普吉·库苏马
法布里安娜·德维普吉·库苏马（2001年2月20日—），印尼女子羽毛球運動員，隸屬針記羽毛球俱樂部成員。2024年12月17日，世界排名位列女雙第九位；搭檔則是A·C·普拉蒂維（注：洛杉矶奥运）。

## 羽球生涯
2016年11月，法布里安娜·德维普吉·库苏马與莉布卡·苏吉阿托出戰印尼羽毛球國際挑戰賽，在女双準决赛以1比2（15-21、23-21、16-21）不敌赛会2号种子、队友的尼萨克·普吉·莱斯塔里/梅里萨·辛迪·萨普特里。
2017年10月，法布里安娜·德维普吉·库苏马與蒂亚拉·罗萨莉娅·努莱达赫出戰印尼國際挑戰賽，在女双决赛以2比0（21-19、21-18）击败了赛会4号种子、队友的阿加塔·伊马努埃拉/西蒂·法迪亚·席尔瓦·拉马丹蒂，赢得国际赛女双冠军，亦是她首个國際挑戰賽女双冠军。
2018年7月，法布里安娜·德维普吉·库苏马代表印尼参加本国举办的亞洲青年羽毛球錦標賽，在率先进行的团体赛中，助印尼队赢得混合團體季军；此外，她與青年期莉布卡·苏吉阿托赢得亚青赛女子双打冠军，亦是印尼第三个赢得该项目冠军的组合。同年9月，她與莉布卡·苏吉阿托出戰印尼邦加勿里洞羽毛球大師賽，在女双準决赛以0比2（14-21、10-21）不敌赛会2号种子、日本强档的松山奈未/志田千陽。同年11月，她代表印尼参加加拿大萬錦市举办的世界青年羽毛球錦標賽，在率先进行的团体赛，助印尼队赢得混团季军；此外，还与搭档莉布卡·苏吉阿托赢得世青赛女双季军。
2019年3月，法布里安娜·德维普吉·库苏马与莉布卡·蘇吉阿托出战波蘭羽毛球公開賽，在女双準决赛以1比2（21-10、18-21、13-21）不敌丹麦强档的亞歷山德拉·博爾/梅蒂·波爾森。同年4月，她与莉布卡·苏吉阿托出战芬蘭羽毛球公開賽，在女双决赛以0比2（15-21、14-21）不敌赛会5号种子、日本强档的本田惠利奈/清水望，赢得國際挑戰賽女双亚军。同年6月，她与莉布卡·苏吉阿托出战馬來西亞羽毛球國際系列賽，在女双决赛以1比2（16-21、21-11、18-21）不敌马来西亚强档的陈康乐/蒂娜·穆拉里塔兰，赢得國際系列賽女双亚军。

## 主要比賽成績
只列出曾進入準決賽的國際賽事成績：
| 年份   | 賽事                       | 公開賽級別 | 項目     | 搭檔                     | 成績   |
| ------ | -------------------------- | ---------- | -------- | ------------------------ | ------ |
| 2016年 | 印尼羽毛球國際挑戰賽       | 國際挑戰賽 | 女子雙打 | 莉布卡·苏吉阿托          | 準決賽 |
| 2017年 | 印尼羽毛球國際挑戰賽       | 國際挑戰賽 | 女子雙打 | 蒂亚拉·罗萨莉娅·努莱达赫 | 冠軍   |
| 2018年 | 亞洲青年羽毛球錦標賽       | 其他       | 混合團體 | －                       | 季軍   |
| 2018年 | 亞洲青年羽毛球錦標賽       | 其他       | 女子雙打 | 莉布卡·苏吉阿托          | 冠軍   |
| 2018年 | 印尼邦加勿里洞羽毛球大師賽 | 超級100賽  | 女子雙打 | 莉布卡·苏吉阿托          | 準決賽 |
| 2018年 | 世界青年羽毛球錦標賽       | 其他       | 混合團體 | －                       | 季軍   |
| 2018年 | 世界青年羽毛球錦標賽       | 其他       | 女子雙打 | 莉布卡·苏吉阿托          | 季軍   |
| 2019年 | 波蘭羽毛球公開賽           | 國際挑戰賽 | 女子雙打 | 莉布卡·蘇吉阿托          | 準決賽 |
| 2019年 | 芬蘭羽毛球公開賽           | 國際挑戰賽 | 女子雙打 | 莉布卡·苏吉阿托          | 亞軍   |
| 2019年 | 馬來西亞羽毛球國際系列賽   | 國際系列賽 | 女子雙打 | 莉布卡·苏吉阿托          | 亞軍   |
| 2019年 | 亞洲青年羽毛球錦標賽       | 其他       | 混合團體 | －                       | 亚军   |
| 2019年 | 世界青年羽毛球錦標賽       | 其他       | 混合團體 | －                       | 冠軍   |
| 2019年 | 世界青年羽毛球錦標賽       | 其他       | 女子雙打 | 阿瑪莉亞·扎哈婭·普拉蒂維 | 亚军   |
| 2022年 | 亞洲羽毛球團體錦標賽       | 其他       | 女子團體 | －                       | 冠軍   |
| 2022年 | 越南羽毛球公開賽           | 超級100賽  | 女子雙打 | 阿瑪莉亞·扎哈婭·普拉蒂維 | 亞軍   |
| 2023年 | 東南亞運動會羽毛球比賽     | 其他       | 女子團體 | －                       | 銀牌   |
| 2023年 | 東南亞運動會羽毛球比賽     | 其他       | 女子雙打 | 阿瑪莉亞·扎哈婭·普拉蒂維 | 金牌   |
| 2023年 | 台北羽球公開賽             | 超級300賽  | 女子雙打 | 阿瑪莉亞·扎哈婭·普拉蒂維 | 亞軍   |
| 2024年 | 泰國羽毛球大師賽           | 超級300賽  | 女子雙打 | 阿瑪莉亞·扎哈婭·普拉蒂維 | 準決賽 |
| 2024年 | 亞洲羽毛球團體錦標賽       | 其他       | 女子團體 | －                       | 季軍   |
| 2024年 | 西班牙馬德里羽毛球大師賽   | 超級300賽  | 女子雙打 | 阿瑪利亞·扎哈婭·普拉蒂維 | 亞軍   |
| 2024年 | 泰國羽毛球公開賽           | 超級500賽  | 女子雙打 | 阿瑪利亞·扎哈婭·普拉蒂維 | 亞軍   |
| 2024年 | 澳洲羽毛球公開賽           | 超級500賽  | 女子雙打 | 阿瑪利亞·扎哈婭·普拉蒂維 | 冠軍   |
| 2024年 | 台北羽球公開賽             | 超級300賽  | 女子雙打 | 阿瑪利亞·扎哈婭·普拉蒂維 | 冠軍   |
| 2024年 | 韓國羽毛球大師賽           | 超級300賽  | 女子雙打 | 阿瑪利亞·扎哈婭·普拉蒂維 | 準決賽 |
| 2025年 | 瑞士羽毛球公開賽           | 超級300賽  | 女子雙打 | 阿瑪莉亞·扎哈婭·普拉蒂維 | 準決賽 |
| 2025年 | 蘇迪曼盃                   | 其他       | 混合團体 | －                       | 季軍   |

| 2007-2017年 | 首要超級賽 | 超級賽 | 黃金大獎賽 | 大獎賽 | 國際挑戰賽 | 國際系列賽 | 未來系列賽 | 其他 |

| 2018-2026年 | 總決賽 | 超級1000賽 | 超級750賽 | 超級500賽 | 超級300賽 | 超級100賽 | 國際挑戰賽 | 國際系列賽 | 未來系列賽 | 其他 |

### 奧運會和世錦賽參賽紀錄
|          | 搭檔                     | 2022 | 2023 |
| -------- | ------------------------ | ---- | ---- |
| 女子雙打 | 阿瑪莉亞·扎哈婭·普拉蒂維 | 64強 | 16強 |

## 主要對賽紀錄
法布里安娜·德維普吉·庫蘇馬與主要對手的對賽成績如下（只列出對賽三次或以上對手，僅包括影響世界排名積分的賽事，截至2025年3月6日）：
女雙 - 阿瑪莉亞·扎哈婭·普拉蒂維
| 對手                                     | 對賽次數 | 對賽結果 | 對賽結果 | 總計 |
| 對手                                     | 對賽次數 | 勝       | 負       | 總計 |
| ---------------------------------------- | -------- | -------- | -------- | ---- |
| 费比·塞蒂安格鲁姆 杰西塔·普特里·米安托罗 | 3        | 2        | 1        | +1   |

| 對手                                             | 對賽次數 | 對賽結果 | 對賽結果 | 總計 |
| 對手                                             | 對賽次數 | 勝       | 負       | 總計 |
| ------------------------------------------------ | -------- | -------- | -------- | ---- |
| 岩永鈴 中西貴映                                  | 4        | 2        | 2        | 0    |
| 杨景惇 張淨惠                                    | 3        | 3        | 0        | +3   |
| 李佳馨 邓淳薫                                    | 3        | 3        | 0        | +3   |
| 宗功攀·吉迪特拉恭（退役） 拉温达·巴宗哉 （退役） | 3        | 0        | 3        | -3   |
| 李幽琳 申昇瓒                                    | 3        | 0        | 3        | -3   |

## 腳註

### 国家羽球倶乐部資料
^俱乐部1 .   [2025-03-22]. （原始内容存档于2022-08-18）.

### 世界羽球聯盟資料
1. 1 2 3  .   [2025-03-22]. （原始内容存档于2022-11-01）.
2. ↑  .   [2025-03-22]. （原始内容存档于2022-11-01）.
3. ↑  .   [2025-03-22]. （原始内容存档于2022-11-01）.

### 世界羽球比赛資料
1. ↑  .   [2025-03-22]. （原始内容存档于2022-11-04）.

## 外部連結
- 法布里安娜·德维普吉·库苏马在世界羽球聯盟的登錄資料